# Рамесеум
Рамесеум је староегипатски храм површине 10 хектара, на левој обали Нила, преко пута Луксора у Египту. Налази се северно од Мемнонових колоса, између храмова Аменхотепа II и Тутмоса IV. Посвећен је загробном култу Рамзеса II и тебанској тријади богова: Амон, Мут и Консу. Заједно са другим храмовима на западу од Тебе припада Храму милиона година. Рамесеум је ограђен високим зидом па је служио и као тврђава. Унутрашњи и спољашњи зидови украшени су, између осталог, приказима Рамзесовог тријумфа у бици код Кадеша. Простор између зида и храма служио је за магацине и радионице. Површина магацина била је 8.300 м². Рамесеуму још припадају мамиси (капела посвећена рођењу божанства), лука и свето језеро. У храму се налази оштећена статуа фараона на трону, дуга око 19 m и тешка око хиљаду тона. То највећи исклесани и пренесени монолит свих времена. 
Овај храм је у 1. веку п. н. е. открио грчки историчар Диодор са Сицилије. Назвао га је „Озимандијин гроб“, и навео да је то најмонументалнији гроб у целом Египту.. Рамзесово тронско име је било Усер-маат-ре Сетеп-ен-ре, а Диодор је његов први део превео на грчки као Озимандија. 
Рамесеум је име које је овом храму дао Жан Франсоа Шамполион, који га је 1829. посетио и идентификовао Рамзесово име и титуле на зидовима. 
Код храма је 1896, у „гробу мађионичара“, откривен папирус са драмским текстом чиме је потврђено постојање театарске уметности у древном Египти.

## Галерија
- Поломљена статуа Рамзеса
- Статуе у храму
- Поглед из ваздуха на Рамесеум
- План Рамесеума (по Џејмсу Едварду Квибелу)
- Осликани капители стубова у Рамесеуму
- Гранитна глава статуе Рамзеса